# La Chapelle (Charente)
La Chapelle é uma comuna francesa na região administrativa da Nova Aquitânia, no departamento de Charente. Estende-se por uma área de 7,69 km². Em 2010 a comuna tinha 219 habitantes (densidade: 28,5 hab./km²).